# حكاية زهرة (رواية)
حكاية زهرة هي رواية للكاتبة اللبنانية حنان الشيخ في سنة 1980، اعتبرت الرواية ضمن قائمة أفضل 100 رواية عربية صدرت في القرن العشرين.

## قصة الرواية
تكتب الرواية عن حرب عاشتها بطلة الرواية في لبنان فاقت مأساتها بمأساة الحرب الحقيقية. رواية حكاية زهرة هي قصة فتاه تعرضت لاستغلال قاسي وبشع من طرف أمها منذ صغرها والتي كانت تصحبها معها بحجة انها ذاهبة لزيارة الطبيب، أو الجدة أو أحد الأقارب، بينما في الواقع كانت تذهب عند عشيقها، فكانت زهرة شاهدة على علاقة الأم الغرامية، ترى وتسمع كل شيء ولا تستطيع البوح بذلك، رغم انها كانت تتعرض لشتى أنواع التعذيب على يد ابيها القاسي والظالم.
يتكون الرواية من عنوانين رئيسيتين، الاول «ندوب السلام» وفيها نجد زهرة، الشخصية الانثوية المركزية، التي قد جرت التضحية بها بصمت من البنية الابوية وبشتى أشكالها البشعة، والعنوان الثاني «تيارات الحرب الجارفة» وهو عنواناً فرعياً، وفيها نرى زهرة شخصا مختلف تماما، مستعدة للقيام باي عمل من اجل وقف الحرب، حتى ان وصل الامر إلى إقامة علاقة مع قناص، حيث انتهت بموتها المأساوي.
بدت زهرة بالإحساس بالغربة بين افراد اسرتها وكأنها ليست واحدة منهم، بسبب صمتها وعدم مقدرتها على البوح أو المواجهة أو الاقدام على أي ردة فعل وكذلك تعرضها لشتى اشكال العنف النفسي والجسدي.  

## نهاية زهرة المأساوية
تنتهي الرواية بموت زهرة المأساوية على يد قناص بيروتي الذي كانت تربطها به علاقة حب والتي حبلت منه وتزهر روحها في انتظار حلم الامومة ان يتحقق ولكن حياتها انتهت قبل ان تبدأ. ثمة صدمات تلقتها زهرة كصفعات أكان ذلك من الأحباب-العشاق أو من الأهل الذين يمارسون عليها نوعا من القمع، الأب والأم والأخ، والزوج والعشيقين، وهم في معظمهم ذكور. لقد حاولت زهرة ليس فقط اختيار الحب، بل حاولت ان تعيش حياة عادية، تكوين أسرة، والخلاص من كل هذه العبثية والقمع في عالم البيت وعالم السياسة والحكم.

## العمل المسرحي للرواية
نقلت لنا الفنانة رائدة غزالة بيروت زمن الحرب الأهلية عبر حكاية الفتاة سيئة الحظ زهرة، عن رواية للكاتبة اللبنانية حنان الشيخ، إلى خشبة المسرح الوطني الفلسطيني-الحكواتي، في القدس.
ترجمت رائدة غزالة أحداث الرواية إلى عالم المسرحية، فاختارت ما أرادت من أحداثها، بما يكفي لبناء دراما مسرحية؛ فكان زهرة، وأسرتها بشكل خاص، هم الحاضرون، وسط إطلاق النار الذي غمر صوتيا ثلث زمن العرض، أما باقي الفصول خارج فضاء الأسرة، فكانت تعبر عنه زهرة، الفنانة المبدعة ياسمين شلالدة من خلال مونولوجات تذكر.

## شخصيات الرواية[3]
تنقسم الرواية إلى شخصيات رئيسية وثانوية.
الشخصيات الرئيسية:
- زهرة «امرأة كتومة ومنغلقة»
- هاشم (عم زهرة)، «كان عصريا باذخاً، متكبر، وكان عاملا بالحزب السياسي»
- ماجد (زوج زهرة)، «متواضع، نشيط في العمل»

الشخصيات الثانوية:
- مالك «مغازلاً، كاذباً، وماهر في الكلام»
- فاطمة (أمها لزهرة) «كاذبة»
- إبراهيم (أبيها لزهرة)، «خفيف اليد، أب عنيف» [3]